# Каналес, Густаво
Густа́во Хавье́р Кана́лес (исп. Gustavo Javier Canales (gusˈtaβo xaˈβjer kaˈnales); род. 30 марта 1982, Хенераль-Рока, Рио-Негро, Аргентина) — чилийский футболист, нападающий.

## Биография
В январе 2012 года китайский клуб «Далянь Аэрбин» заинтересовался нападающим «Универсидада». Китайцы были готовы отдать за чилийца около 2 млн евро, а самому игроку — предложить трёхлетний контракт с зарплатой примерно в 600 тысяч евро. По данным сайта transfermarkt.de, трансфер Каналеса обошёлся его новому клубу в 1,7 млн евро. В команде Густаво дебютировал 11 марта в матче с «Тяньцзинь Тэда», а уже в следующей игре отметился голом в ворота клуба «Далянь Шидэ».

## Достижения
- Чемпион Чили (4): Апертура 2011, Клаусура 2011, 2013, Апертура 2014
- Обладатель Кубка Чили (1): 2015
- Обладатель Суперкубка Чили (2): 2013, 2015
- Обладатель Суперкубка Аргентины (1): 2012
- Обладатель Южноамериканского кубка (1): 2011